# Tepe Narendż
Tepe Narendż – stanowisko archeologiczne położone na południe od Kabulu. Na jego terenie znajdowała się buddyjska świątynia pochodząca z V lub VI wieku, zniszczona w IX wieku przez wojska muzułmańskie. Składała się ona z sześciu stup, pomieszczeń do medytacji, posągów Buddy oraz Bodhisattwy. W 2004 roku rozpoczęły się prace archeologiczne na terenie świątyni.
Nazwa miejsca nawiązuje do wzgórza, na którym rosną drzewa pomarańczowe.